# Nationalpark Tomorr
Der Nationalpark Tomorr (albanisch Parku Kombëtar Mali i Tomorrit) ist ein Nationalpark in Südalbanien im Bereich des Bergmassivs Tomorr. Er umfasst ursprünglich eine Fläche von 4000 Hektar, die 2012 auf 24.723,1 Hektar erweitert worden ist.
Neben der Gebirgswelt mit verschiedenen Karstformen, tief eingeschnittenen Tälern und zahlreichen Quellen ist der Berg Tomorr auch von kulturellem Interesse: Für den in Albanien weit verbreiteten Derwisch-Orden der Bektaschi ist er heilig. Am Südösthang des Berges liegt eine Tekke, auf der per Auto erreichbaren Südspitze die Türbe des Abbas Ali. Ausgangspunkt für Besuche ist die Kleinstadt Poliçan respektive die Stadt Berat etwas weiter nördlich.

## Flora und Fauna
Die verschiedenen Höhenstufen im Gebiet des Nationalparks weisen zahlreiche verschiedene Habitate mit einer großen Pflanzenvielfalt auf.
Besonders im nördlichen Teil rund um die Çuka e Partizanit (2415 m ü. A.), der nördlichen Spitze des Tomorr, kommen verschiedene endemische und bedrohte Pflanzen respektive Heilkräuter vor, darunter Winter-Bohnenkraut, Sideritis raeseri subsp. raeseri, Echter Salbei, Oregano, Männliches Knabenkraut und Gelber Enzian sowie die endemischen Arten Arabis tomorensis, Arenaria cikaeae, Astragalus autranii, Carduus cronius ssp. baldacci, Euphorbia cikaea und Onosma mattirolii. Eine Studie weist 93 Heilpflanzen im Nationalpark aus.
Im Gebiet leben Wölfe, Füchse, Wildschweine, Rehe, Wildziegen und Hasen. Auch Steinadler, Eulen, Sperber und viele andere Vogelarten kommen vor.